# Farsund
Farsund è una città e comune norvegese della contea di Agder.
Farsund è un comune costiero, divenuto tale nel 1838, confinante a nord con il comune di Kvinesdal e a nord-est con il comune di Lyngdal. In termini di superficie è uno dei comuni più piccoli della contea di Agder, gli abitanti sono concentrati soprattutto in tre centri abitati: il capoluogo Farsund, Vanse e Vestbygda. Altri villaggi a Farsund sono Loshavn, Ore, Rødland e Sande.

## Etimologia
Il primo elemento è far che significa 'viaggio' mentre sund significa 'insenatura' (vedere il significato della parola sound).

## Stemma
Lo stemma è in uso dal 1900 o dal 1901. Mostra quattro tigli perché, da circa il 1750, quattro tigli sono presenti nel centro della città.

## Geografia
Il comune si trova nella Norvegia sud-occidentale sul Mare del Nord. I fiordi Fedafjorden e Listafjorden si trovano lungo il lato nord-occidentale del comune, mentre il Lyngdalsfjorden si trova nella parte orientale di Farsund. Il comune ha due fari: il faro di Lista a ovest e il faro di Søndre Katland a sud.

## Storia
La città di Farsund è stata dichiarata comune solamente il 1º gennaio 1838, malgrado fosse già stata riconosciuta come centro di scambio commerciale nel 1795.
Ci sono prove di insediamenti a Farsund e Lista sin dall'età della pietra.
Farsund occupava una posizione strategica nel vallo Atlantico durante la seconda guerra mondiale, con la ferrovia militare nota come Lundebanen e oltre 400 bunker costruiti nel comune di Farsund, molti dei quali possono essere visitati. Tra il 1940 e il 1945, a Lista si trovavano grandi campi di prigionia di sovietici, con campi di prigionia a Kåde e Ore che contenevano oltre 600 prigionieri. I prigionieri sovietici furono usati come lavoro forzato per costruire l'aeroporto di Farsund, bunker, caserme e fortificazioni.
Le municipalità rurali di Herad, Lista e Spind sono state unite a Farsund il 1º gennaio del 1965.

## Luoghi d'interesse
- Chiesa di Frelserens, a Farsund, costruita nel 1905 dopo che la precedente, risalente al 1785, rimase incendiata;[6]
- Chiesa di Spind, bianca, in legno e cruciforme, costruita nel 1776;[7]
- Chiesa di Herad, bianca, in pietra, costruita nel 1957;[7]
- Chiesa di Vanse, bianca, in pietra e cruciforme, costruita nel 1037 e ricostruita due volte;[6][7]
- Cappella di Vestbygda, bianca, in legno, costruita nel 1909;[7]
- Il forte di Nordberg è un monumento protetto e museo. È un'installazione di artiglieria costiera, costruito nel 1942 dalle forze di occupazione tedesche, come parte della Festung Norwegen. È una delle poche fortezze tedesche costiere che sia stata conservata nella sua forma originale. Nel 2009, è stato inaugurato il museo con un annesso nuovo edificio, dotato di bar, negozio e mostra permanente.

## Economia
Le industrie più grandi sono le Alcoa Lista, impianti di produzione di alluminio, e Farsund Aluminium Casting AS, che producono componenti per auto in alluminio. In passato, anche trasporti e pesce sono stati importanti. Farsund è uno dei più grandi distretti agricoli nella contea Agder, essendo costituito da 26 km² di terra produttiva, 88 km² di foreste, e 17 km² di bacini d'acqua dolce. Farsund era già un centro commerciale nel 1795, e nel 1995 celebrò il giubileo dei suoi 200 anni.

## Cultura
Ogni anno si tiene una grande festa chiamata Festa americana in Vanse. Il festival celebra gli Stati Uniti e il rapporto tra questi e la Norvegia. La festa viene celebrata l'ultimo fine settimana di giugno di ogni anno. Al centro della Brooklyn Square, viene eseguita una piccola scena divertente. Il festival inizia il giovedì e termina domenica mattina. Il sabato c'è un grande ballo di strada all'aperto con musica dal vivo. Vi è anche grande parata collegata. Il festival ha cambiato nome nel 2007.
Farsund è una città legata ai fiordi. Il suo porto turistico era considerato uno dei migliori della Norvegia e, nei mesi estivi è pieno di barche.
Ogni anno Strandmila, una corsa da 5-10 km, si tiene nel parco Husenby. La corsa percorre strade di campagna, sentieri nella foresta e spiagge di sabbia.

### Media
Il Farsunds Avis è il giornale locale, che esce sei giorni a settimana.